# Урнердойч
У́рнердойч (нем. Urnerdeutsch) — диалект немецкого языка, принадлежащий к (горно)алеманнской группе южнонемецких диалектов. Один из диалектов Немецкой Швейцарии. Распространён в кантоне Ури.
Основное отличие диалекта урнердойч от других смежных диалектов состоит не столько в лексических особенностях, сколько в произношении. Носителей диалекта отличает частое употребление открытых ü и ä.